# Oreobates
Oreobates – rodzaj płazów bezogonowych z podrodziny Pristimantinae w obrębie rodziny Craugastoridae.

## Rozmieszczenie geograficzne
Rodzaj obejmuje gatunki występujące na niższych zboczach Andów do górnej Niziny Amazonki od Kolumbii na południe do północnej Argentyny i na wschód do zachodniej Brazylii.

## Systematyka
Rodzaj zdefiniował w 1872 roku zoolog Marcos Jiménez de la Espada w artykule zatytułowanym Nowe amerykańskie żaby, opublikowanym w czasopiśmie „Anales de la Sociedad Española de Historia Natura”. Gatunkiem typowym jest (oznaczenie monotypowe) O. quixensis.

### Etymologia
- Oreobates: gr. ορος oros, ορεος oreos ‘góra’[4]; βατης batēs ‘piechur’, od βατεω bateō ‘stąpać’, od βαινω bainō ‘chodzić’[5] .
- Teletrema: gr. τελεος teleos ‘znakomity, doskonały’[6]; τρημα trēma, τρηματος trēmatos ‘otwór’[7]. Gatunek typowy (oznaczenie monotypowe): Teletrema heterodactylum Miranda-Ribeiro, 1937.

### Podział systematyczny
Do rodzaju należą następujące gatunki:

- Oreobates amarakaeri Padial, Chaparro, Castroviejo-Fisher, Guayasamin, Lehr, Delgado, Vaira, Teixeira, Aguayo-Vedia & De la Riva, 2012
- Oreobates antrum Vaz-Silva, Maciel, Andrade & Amaro, 2018
- Oreobates ayacucho (Lehr, 2007)
- Oreobates barituensis Vaira & Ferrari, 2008
- Oreobates berdemenos Pereyra, Cardozo, Baldo & Baldo, 2014
- Oreobates chiquitanus Pansonato, Motta, Cacciali, Haddad, Strüssmann & Jansen, 2020
- Oreobates choristolemma (Harvey & Sheehy, 2005)
- Oreobates colanensis Venegas, García Ayachi, Ormeño, Bullard, Catenazzi & Motta, 2021
- Oreobates cruralis (Boulenger, 1902)
- Oreobates discoidalis (Peracca, 1895)
- Oreobates gemcare Padial, Chaparro, Castroviejo-Fisher, Guayasamin, Lehr, Delgado, Vaira, Teixeira, Aguayo-Vedia & De la Riva, 2012
- Oreobates granulosus (Boulenger, 1903)
- Oreobates heterodactylus (Miranda-Ribeiro, 1937)
- Oreobates ibischi (Reichle, Lötters & De la Riva, 2001)
- Oreobates lehri (Padial, Chaparro & De la Riva, 2007)
- Oreobates lundbergi (Lehr, 2005)
- Oreobates machiguenga Padial, Chaparro, Castroviejo-Fisher, Guayasamin, Lehr, Delgado, Vaira, Teixeira, Aguayo-Vedia & De la Riva, 2012
- Oreobates madidi (Padial, Gonzales-Álvarez & De la Riva, 2005)
- Oreobates pereger (Lynch, 1975)
- Oreobates quixensis Jiménez de la Espada, 1872
- Oreobates remotus Teixeira, Amaro, Recoder, Sena & Rodrigues, 2012
- Oreobates sanctaecrucis (Harvey & Keck, 1995)
- Oreobates sanderi (Padial, Reichle & De la Riva, 2005)
- Oreobates saxatilis (Duellman, 1990)
- Oreobates yanucu Köhler & Padial, 2016
- Oreobates zongoensis (Reichle & Köhler, 1997)